# Balthasar Smissaert
Balthasar Constantijn Smissaert († 1784) war ein niederländischer Diplomat.
Er war der Sohn des Offiziers Jan Carel Smissaert, Generalleutnant der Infanterie und Oberst der Wallonen, 
und der Anthonia Jacquelina Hesselt van Dinter. Er studierte zunächst Jura, um Anwalt zu werden, gab das Studium aber nach einigen Jahren zugunsten einer militärischen Karriere bei der Marine auf, bei der er in 20 Jahren bis zum Oberstleutnant brachte.
Vom 15. September 1780 bis 22. April 1782 war er Gesandter in Portugal.
Smissaert lehnte das Protektorat der evangelischen Kirche ab und weigerte sich, im selben Haus leben.
Eine seiner Töchter blieb in Portugal. Sie war die Mutter der Marquise de Canta Gallo.